# Christa Vogel
Christa Vogel (* 16. Juni 1943 in Berlin; † 21. März 2005 in Moskau) war eine deutsche Übersetzerin polnischer und russischer Literatur.
Nach dem Studium der Slawistik und der Theaterwissenschaft in Berlin und Krakau begann Christa Vogel Ende der 1960er Jahre mit Übersetzungen polnischer Literatur. Neben der literarischen Übersetzung arbeitete sie zunächst am Berliner Schillertheater als Dramaturgin während der letzten Jahre der Intendanz von Boleslaw Barlog, um danach als Fernsehfilmdramaturgin für den Berliner Fernsehsender SFB zu arbeiten. Anfang der 1990er Jahre reiste sie als Übersetzerin für eine Theaterproduktion ins sibirische Omsk. Seitdem wurde Omsk für Christa Vogel zur zweiten Heimat. Ihre Erlebnisse fasste sie in ihrem Buch Heißes Sibirien zusammen.

## Wichtige von ihr übersetzte Autoren
Aus dem Polnischen:
- Janusz Głowacki
- Ireneusz Iredyński
- Ludwik Jerzy Kern
- Sławomir Mrożek
- Zofia Nałkowska
- Tadeusz Różewicz
- Stanisław Witkiewicz
- Adam Zagajewski

Aus dem Russischen:
- Anna Dankowzewa
- Alexander Gribojedow
- Andrej Kurkow